# 二階俊太郎

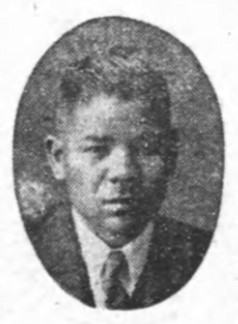
国際通信社「東亜政治経済文化大観」（1942年）より

二階 俊太郎（にかい しゅんたろう、1900年〈明治33年〉12月23日 - 1975年〈昭和50年〉10月4日）は、日本の政治家、実業家。和歌山県日高郡稲原村長。和歌山県会議員。御坊造船社長。衆議院議員の二階俊博の父親。

## 来歴
和歌山県西牟婁郡三舞村大字久木（のち日置川町大字久木、現白浜町大字久木）出身。二階与一郎の長男。1933年、中央大学法科を中退。
東洋汽船の太平洋航路船の乗組員、筏流し、農蚕業、母校の安居小学校の代用教員、紀伊民報社の記者、活版印刷業を経て、1938年3月に和歌山県会議員に補欠当選、1939年に再選。2月には息子・俊博が生まれる。
1940年9月、県会議員でありながら日高郡稲原村長に請われて就任した。県下有数の名村長として知られた。
1943年4月、広瀬永造知事の推薦で新設の御坊造船社長に就任した。県会議員、稲原村村長、御坊造船社長の三役を兼務することになり、多忙を極めた。また和歌山県参事会員に挙げられた。
1946年、戦後初の衆議院議員選挙が行なわれ周囲から推されて出馬したが落選した。また戦時中、村長職は自動的に大政翼賛会の支部長とされ、稲原村長を務めていた俊太郎もその罪を問われ公職追放を受けた。やむなく県会議員、稲原村長を離任した。俊太郎は毎朝、朝刊が配達されると同時に起床して、朝刊を開くと、まず追放解除者の欄を確認した。
追放解除後の1959年、県議会議員に復帰。1967年まで務めた。1975年、74歳で死去。

## 人物
性格は温厚誠実で、争いを好まない。住所は和歌山県日高郡御坊町大字薗（現・御坊市）、御坊市御坊。墓所は和歌山県西牟婁郡白浜町大字久木の臨済宗妙心寺派徳清寺。

## 栄典
- 1971年 - 勲五等双光旭日章[2]

## 家族・親族
二階家
- 父・与一郎[注釈 1]（1867年 - ?）[14]
- 母・か津（1880年 - ?）[11]
- 妻・菊枝（1899年 - 1990年、医師・古久保良輔の娘で医師） - 1923年、東京女子医学専門学校（現・東京女子医科大学）を卒業[15]。東京市の日本橋病院、凌雲堂病院等に勤務[15]。後に御坊市新町で医院を開業する[7]。
- 男・俊博（1939年 - ）[10][11]
- 女[11]

親戚
- 妻の父・古久保良輔（内科、古久保医院） - 1857年生まれ[15]。1884年、試験及第[15]。三重県、北海道に開業[15]。1925年、御坊町に開業[15]。